# Храм Димитрия Солунского (Дмитровск)
Храм Великому́ченика Дими́трия Солу́нского — двухпрестольный православный храм Дмитровского благочиния Орловской епархии в городе Дмитровске Орловской области. Первая каменная церковь в городе. Единственная сохранившаяся и действующая по настоящее время из 8 церквей Дмитровска. Единственное в Орловской области произведение в стиле барокко времён Петра I. Входил в комплекс усадьбы Кантемиров. Памятник архитектуры и градостроительства федерального значения.

## История
Со времени основания села Дмитровка в 1711 году на месте современного храма располагалась деревянная церковь. В 1721 году основателем Дмитровска, молдавским князем Дмитрием Кантемиром была заложена каменная церковь. Строительство продолжалось 4 года и было завершено уже после смерти Кантемира, тело которого в 1723 году отпевали в тезоименитом храме соседнего села Морева. Храм был освящён в 1725 году в честь трёх святых — Димитрия Солунского, императора Римской империи Константина I Великого и его матери — Елены Равноапостольной. Храм являлся домовой церковью князей Кантимиров и до постройки Казанского храма в 1787 году был единственным в городе. С тех пор Дмитриевская церковь стала приходской. С конца 20-х годов XVIII века в день престольного праздника этого храма — 4 июня (22 мая) в Дмитровске проводилась ярмарка «Цари», являвшаяся самой древней в городе. Она была единственной, пока не были построены другие церкви, при которых тоже возникли ярмарки, однако и после этого «Цари» были самой большой и радостной ярмаркой в городе. В 1789 году церковь перестроили: была переделана трапезная храма, построена колокольня. В 1802 году церковь Дмитрия Солунского, получив статус собора, стала главной городской церковью. Горожане называли её «Старым собором». В XIX веке церковь перестраивали ещё раз: были возведены 2-й и 3-й ярусы колокольни. Помимо части жителей Дмитровска, к приходу Дмитриевского храма была приписана часть населения соседней деревни Трубичино.
В 1866 году священник Дмитриевского храма Семён Рождественский за пьянство и дурное поведение был лишён сана и исключён из духовного звания. В начале XX века в храме служил священник Фёдор Ильинский, назначенный 12 декабря 1902 года на должность цензора проповедей по Дмитровску и Дмитровскому уезду.
Согласно отчёту за 1907 год, приходской совет храма занимался изысканием средств на окончание работ по устройству иконостасов и роспись стен храма, а к празднику Пасхи раздал бедным 18 рублей.
В 1918 году священник Дмитриевского храма Тихон Андреев был награждён наперстным крестом.
После установления советской власти церковь разграбили, фрески XVII века были уничтожены, а в здании храма, единственном сохранившемся в городе, разместилась бондарная мастерская. Во время Великой Отечественной войны, после прихода немцев и изгнания большевиков, дмитровцы решили вернуть храм к жизни. Под руководством церковного старосты П. Г. Королькова церковь была отремонтирована и украшена. 10 августа 1942 года протоиерей Александр Кутепов заново открыл и освятил Дмитриевский храм. 29 августа 1942 года над одной из глав церкви был водружён крест. После этого храм не закрывался.
Церковь сильно пострадала при освобождении Дмитровска советскими войсками в августе 1943 года. В 1944 году храм был отреставрирован, однако был восстановлен только один ярус колокольни. Реставрацией занимался художник и фотограф А. А. Тетёркин — сын известного в Дмитровском уезде храмового живописца А. А Тетеркина (?—1932) прибывшего в Дмитровск из города Карачева в 1891 году. В 1956 году была построена ограда церкви. В Государственном архиве Орловской области хранится единственная уцелевшая метрическая книга Дмитриевского храма — за 1892 год.

### Новое время
С 1986 года настоятелем церкви служит протоиерей Валерий Палкин. За время его службы сделана новая котельная, сменён водопровод, был построен крестильный дом, возобновились занятия воскресной школы.
В 1990—1991 годы художником из Москвы Павлом Александровичем были расписаны стены и потолок на библейские сюжеты. Летом 1995 года была проведена частичная реконструкция храма: произведена штукатурка и побелка стен, снят земельный грунт от храма, так как за многие годы он сильно осел. Несмотря на многочисленные перестройки храма, иконостас и иконы сохранились в том виде, какими они были в 1725 году, при освящении церкви. В настоящее время храм расположен по адресу: ул. Социалистическая, дом 25.

## Архитектура
Расположен в южной части города, недалеко от его центра, на высоком правом берегу речки Общерицы. Храм построен в стиле барокко, в плане крестообразный, относится к типу восьмерик на четверике, также может быть отнесёт к типу «корабль». Сориентирован по линии запад — восток. Рукава храма изнутри по высоте равны центральному четверику, однако из-за сводов их стены снаружи оказываются значительно ниже, чем ядро храма. Верхняя часть четверика извне превращена в промежуточный ярус-постамент под световым восьмериком. Нижний ярус расчленен тонкими пилястрами, сдвоенными на углах. В центре северного и южного фасадов помещены порталы, а на остальных участках — окна с характерными барочными наличниками с ушами и сандриками. Многообломный завершающий карниз раскрепован над пилястрами. Сложность форм усиливается крещатостью основного объёма, утлы которого, также обработанные сдвоенными пилястрами, выступают между рукавами креста. Дробность и многочисленность профилировок и ярусность построения роднят храм с памятниками украинского барокко. Декорация фасадов трапезной подражает убранству стен храма. В обработке колокольни заметны стилистические приемы раннего классицизма. Внутри пространство рукавов креста, перекрытых полулотковыми сводами, благодаря характеру перекрытий и двойному уступу тромпов объединяется с центральным.

## Причт и старосты храма

### Священники
- Семён Рождественский (? — май 1866 года)
- Фёдор Ильинский (до декабря 1902 года — после 1905 года)
- Тихон Андреев (1918 год)
- Валерий Борисович Палкин (с 1986 года)

### Диаконы
- Игорь Иванович Ивочкин (с 2018 года)

### Церковные старосты
- купец Дмитрий Андреев (9 декабря 1909 года — ?)[10]